# Air Cess
Air Cess var ett flygbolag registrerat i Liberia, men som hade sitt huvudkontor i Sharjah i Förenade Arabemiraten. Det drevs av ryssen Viktor But, och fraktade enligt FN-experter mellan 1996 och 1998 åtminstone 38 gånger vapen till UNITA-gerillan i Angola, trots ett FN-embargo. Flygbolaget flög under mitten av 1990-talet varor till Burhanuddin Rabbanis regim i Afghanistan, och sägs efter 1996 ha samarbetat med talibanerna.
Bolaget använde gamla sovjetiska plan tillverkade av Antonov, Jakovlev och Iljusjin.